# Capitão Enéas
Capitão Enéas là một đô thị thuộc bang Minas Gerais, Brasil. Đô thị này có diện tích 972,92 km², dân số năm 2007 là 14106 người, mật độ 14,6 người/km².